# Сонкусъярви
Со́нкусъя́рви (фин. Sonkusjärvi) — озеро на территории Лоймольского сельского поселения Суоярвского района Республики Карелия.

## Общие сведения
Площадь озера — 1 км². Располагается на высоте 159,1 метров над уровнем моря.
Форма озера продолговатая, вытянутая с юго-востока на северо-запад. Берега каменисто-песчаные, частично заболоченные.
Через озеро протекает река Волгайоки, впадающая в озеро Виксинселькя.
В озере два безымянных острова. Один, относительно крупный, расположен ближе к северо-западной оконечности озера.
Код водного объекта в государственном водном реестре — 01050000111102000011837.

## Панорама

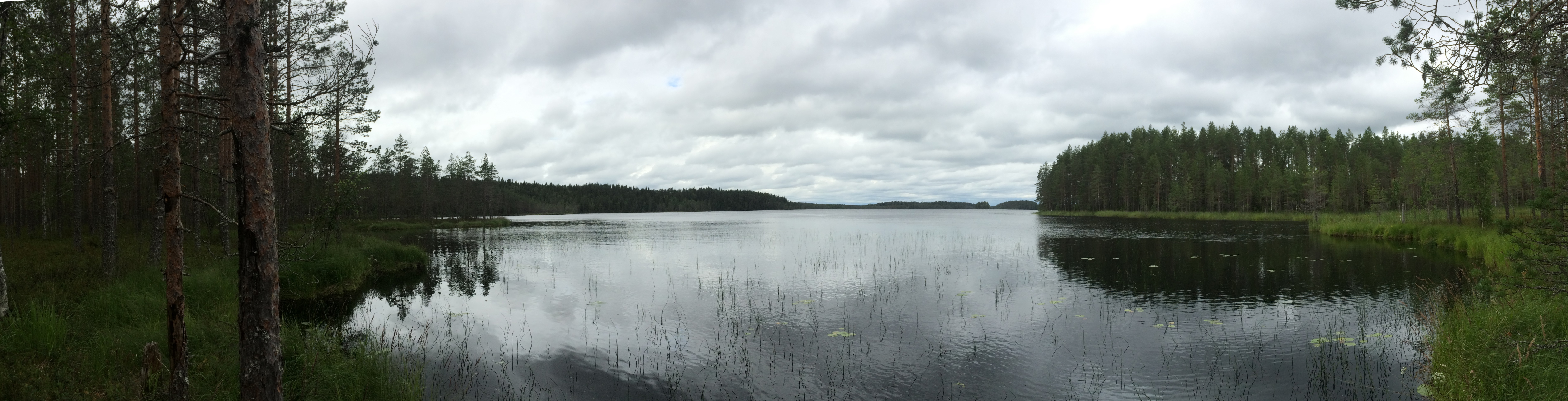
Панорама